# Allam Khodair
Allam Khodair (São Paulo, 15 de maio de 1981) é um piloto de automobilismo brasileiro, de origem libanesa por parte de pai, e origem japonesa por parte de mãe.
Atualmente disputa da Stock Car Brasil e o Campeonato Brasileiro de Marcas e Pilotos.

## Carreira
Competiu na Fórmula Renault Brasileira em 2003, onde se sagrou campeão, e na Fórmula 3000 em 2004. Por sua origem libanesa, competiu na A1GP defendendo a equipe do Líbano.[carece de fontes?]
Ingressou na Stock Car em 2005, onde competiu pela equipe do catarinense Boettger até 2008. Em 2009, passou a integrar a equipe Full Time, que subiu da Stock Light para a categoria principal.
Em 3 de maio de 2009 em Brasília venceu sua primeira corrida na Stock Car.
Seis meses depois, em 8 de novembro, venceu sua segunda corrida na categoria, outra vez em solo brasiliense.
Em 11 de abril de 2010 conquistou a terceira vitória da carreira, vencendo a Etapa de Curitiba, segunda corrida da temporada, e no dia 24 de Outubro ele conquisou sua 4ª vitória em Santa Cruz do Sul, após uma corrida confusa.
Tem um filho que leva seu nome, nascido em 28 de setembro de 2010.

## Resultados na Stock Car
Corrida em negrito significa pole position; corrida em itálico significa volta mais rápida
| Ano  | Equipe                | Carro           | 1       | 2       | 3       | 4       | 5       | 6       | 7       | 8       | 9       | 10     | 11      | 12     | Classificação | Pontos |
| ---- | --------------------- | --------------- | ------- | ------- | ------- | ------- | ------- | ------- | ------- | ------- | ------- | ------ | ------- | ------ | ------------- | ------ |
| 2005 | Boettger Competições  | Chevrolet Astra | SAO     | CTB 24  | RIO Ret | SAO Ret | CTB 20  | LON Ret | BSB Ret | SCZ Ret | TAR 19  | ARG    | RIO 24  | SAO 19 | 38°           | 0      |
| 2006 | Boettger Competições  | Chevrolet Astra | SAO Ret | CTB Ret | CGD Ret | SAO 7   | LON Ret | CTB 9   | SCZ 23  | BSB 10  | TAR Ret | ARG 28 | RIO Ret | SAO 6  | 20º           | 32     |
| 2007 | Boettger Competições  | Chevrolet Astra | SAO 18  | CTB 3   | CGD 24  | SAO 23  | LON 21  | SCZ 21  | CTB Ret | BSB Ret | ARG Ret | TAR 12 | RIO     | SAO 15 | 26°           | 20     |
| 2008 | Boettger Competições  | Chevrolet Astra | SAO 16  | BSB 18  | CTB 23† | SCZ 3   | CGD 20  | SAO 5   | RIO 6   | LON 3   | CTB DSQ | BSB 26 | TAR 26† | SAO 24 | 10°           | 208    |
| 2009 | Full Time Competições | Peugeot 307     | SAO 8   | CTB 19  | BSB 1   | SCZ 13  | SAO Ret | SAL 13  | RIO NP  | CGD 6   | CTB Ret | BSB 1  | TAR 5   | SAO 10 | 4º            | 240    |
| 2010 | Full Time Competições | Peugeot 307     | SAO Ret | CTB 1   | VEL Ret | RIO 3   | RIB 10  | SAL 24  | SAO 13  | CGD 8   | LON     | SCZ    | BSB     | CTB    | 7º*           | 58*    |

† = Não terminou a etapa, mas foi classificado porque completou 90% da corrida.
* Temporada em andamento.